# Lijst van basgitaristen
Dit is een lijst van basgitaristen. Deze bassisten spelen basgitaar en hebben op Wikipedia een eigen artikel.

## Alfabetische lijst

### A
| - David Alexander (1947-1975) (The Stooges) - Jeff Ament (1963) (Pearl Jam) - Victoria De Angelis (2000) (Måneskin) - Michael Anthony (1954) (Van Halen en Chickenfoot) - Tom Araya (1961) (Slayer) - Reginald Arvizu (1969) (Korn) - Talena Atfield (1983) (Kittie) - Melissa Auf der Maur (1972) (The Smashing Pumpkins) - Kevin Ayers (1944-2013) (Soft Machine) - Victor Bailey (1960-2016) (Weather Report) - Brian Baker (1965) (Minor Threat) - Lou Barlow (1966) (Dinosaur Jr.) - Aston Barrett (1946) (Bob Marley & The Wailers) - Colin Bass (1951) (Camel) - Walter Becker (1950) (Steely Dan) - Mark Bedford (1961) (Madness) - Andy Bell (1970) (Oasis) - Jo Bench (Bolt Thrower) - Jay Bentley (1964) (Bad Religion) - Glen Benton (1967) (Deicide) - Dan Berglund (1963) (Esbjörn Svensson Trio) - Jeff Berlin (1953) (Bruford) - Guy Berryman (1978) (Coldplay) - Bob Birch (1956-2012) (Elton John) - Bill Black (1926-1965) (Elvis Presley) - Trevor Bolder (1950-2013) (Wishbone Ash en Uriah Heep) - Pierre Bouvier (1979) (Simple Plan) - Jack Bruce (1943-2014) (Cream) - Jean-Jacques Burnel (1952) (The Stranglers) - Mike Burkett (1967) (NOFX) - Heinz Burt (1942-2000) (The Tornados) - Cliff Burton (1962-1986) (Metallica) - Sibyl Buck (1972) (The Lonely Astronauts) - Geezer Butler (1949) (Black Sabbath) - Chris Cain (1977) (We Are Scientists) - John Cale (1942) (The Velvet Underground) - Captain Sensible (1954) (The Damned) - Julian Casablancas (1978) (The Strokes) - Ken Casey (1969) (Dropkick Murphys) - Martyn Casey (1960) (o.a. Nick Cave and the Bad Seeds) - Louis Cennamo (1946) (o.a. The Herd en Renaissance) - Michael Cera (1988) (Mister Heavenly) - Peter Cetera (1944) (Chicago) - Justin Chancellor (1971) (Tool) - Chas Chandler (1938-1996) (The Animals) - Chi Cheng (1970-2013) (Deftones) - Johnny Christ (1984) (Avenged Sevenfold) - Greg Christian (1966) (Testament) - Stanley Clarke (1951) (o.a. Return to Forever) - Les Claypool (1963) (o.a. Primus) - Adam Clayton (1960) (U2) - Bootsy Collins (1951) (o.a. James Brown) - Tim Commerford (1968) (Rage Against the Machine en Audioslave) - Norman Cook (1963) (The Housemartins) - Billy Cox (1941) (o.a. Jimi Hendrix en Band of Gypsys) - Sheryl Crow (1962) - Holger Czukay (1938) (Can) - Patrick Dahlheimer (1971) (Live en The Gracious Few) - Bobby Dall (1963) (Poison) - Sharlee d'Angelo (1973) (Arch Enemy) - Rick Danko (1942-1999) (The Band) - John Deacon (1951) (Queen) - Kim Deal (1961) (Pixies en The Breeders) - Herman Deinum (1946) (Sweet d'Buster, Herman Deinum Bluesband, Cuby + Blizzards) - Joey DeMaio (1954) (Manowar) - Michael Dempsey (1958) (The Cure) - Carlos Dengler (1974) (Interpol) - Bill Dickens (1958) - Steve DiGiorgio (1967) (o.a. Death en Iced Earth) - Allie DiMeco (1992) (The Naked Brothers Band) - Mike Dirnt (1972) (Green Day) - Lee Dorman (1942-2012) (Iron Butterfly) - Pieter Douma (1956) - Gail Ann Dorsey (1963) - Donald Dunn (1941-2012) (Booker T. & the M.G.'s) - John Edwards (1953) (Status Quo) - Colin Edwin (1970) (Porcupine Tree) - David Ellefson (1964) (Megadeth) - John Entwistle (1944-2002) (The Who) - Roy Estrada (1943) (o.a. The Mothers of Invention en Little Feat) - Chris Ethridge (1947-2012) (The Flying Burrito Brothers) - Mark Evans (1956) (AC/DC) - Jason Everman (1967) (Nirvana en Soundgarden) - Falco (Hans Hölzel) (1957-1998) (Drahdiwaberl) - Dave Farrell (1977) (Linkin Park) - Tracy Ferry (Stryper) - Ric Fierabracci (1963) (o.a. Chick Corea, Frank Gambale en Yanni) - Richard Finch (1954) (KC and The Sunshine Band) - Flea (Michael Balzary) (1962) (Red Hot Chili Peppers) - Herbie Flowers (1938) (o.a. Sky, Blue Mink en T. Rex) - Ben Folds (1966) (Ben Folds Five) - John Ford (1948) (Strawbs, The Monks) - Mo Foster (1944-2023), (o.a. Cliff Richard, Phil Collins, Frida) - Nikolai Fraiture (1978) (The Strokes) - Matt Freeman (1966) (Rancid, Operation Ivy) - Timothy Gaines (1962) (Stryper) - Noel Gallagher (1967) (Oasis) - Simon Gallup (1960) (The Cure) - Tony Garnier (1955) - Rinus Gerritsen (1946) (Golden Earring) - Maurice Gibb (1949-2003) (Bee Gees) - John Giblin (1952) (o.a. Phil Collins, Kate Bush, Peter Gabriel) - Greg Ginn (1954) (Black Flag) - John Glascock (1951-1979) (Jethro Tull) - Roger Glover (1945) (Deep Purple, Rainbow) - David Goodier (1954) (Jethro Tull) - Kim Gordon (1953) (Sonic Youth) - Graham Gouldman (1946) (10cc) - Larry Graham (1946) (Sly & the Family Stone) - Paul Gray (1972-2010) (Slipknot) - Colin Greenwood (1969) (Radiohead) - Trey Gunn (1960) (King Crimson) - Jeffrey Hammond-Hammond (1946) (Jethro Tull) - Robert Hardy (1980) (Franz Ferdinand) - Nick Harmer (1975) (Death Cab for Cutie) - Jet Harris (1939-2011) (The Shadows) - Steve Harris (1956) (Iron Maiden) - Jimmy Haslip (1951) (Yellowjackets) - John Hassall (1981) (The Libertines) - Evil Jared Hasselhoff (1971) (The Bloodhound Gang) - Michel Hatzigeorgiou (1961) (Aka Moon) - Richard Hell (1949) (The Voidoids) - Marco Hietala (1966) (Nightwish, Tarot en Sinergy) - Chris Hillman (1944) (The Byrds) - Josh Homme (1973) (Queens of the Stone Age, Eagles of Death Metal, Mondo Generator en The Desert Sessions) - Peter Hook (1956) (Joy Division en New Order) - Hugh Hopper (1945-2009) (o.a. Soft Machine) - Mark Hoppus (1972) (Blink-182, +44) - Trevor Horn (1949) (The Buggles) - Glenn Hughes (1952) (Deep Purple, Trapeze en Black Sabbath) - Niko Hurme (1974) (Lordi) - Ashley Hutchings (1945) (o.a. Fairport Convention, Steeleye Span) - Rick Huxley (1940-2013) (The Dave Clark Five) - Mark Ibold (1962) (Pavement) - John Illsley (1949) (Dire Straits) - Anthony Jackson (1952) (o.a. Chick Corea, Chaka Khan) - Jermaine Jackson (1954) (The Jackson 5) - Randy Jackson (1961) (The Jacksons) - James Jamerson (1936-1983) (The Funk Brothers) - Rick James (1948-2004) - Tony James (1953) (Generation X, Sigue Sigue Sputnik) - Joan Jett (1958) (Joan Jett & the Blackhearts) - Alphonso Johnson (1951) (Weather Report, Santana, Phil Collins) - Darryl Jones (1961) (The Rolling Stones) - John Paul Jones (1946) (Led Zeppelin, Them Crooked Vultures) - Percy Jones (1947) (Brand X, Melon) - Steve Jones (1955) (Sex Pistols) - Tony Kanal (1970) (No Doubt) - Mick Karn (1958-2011) (Japan) - Carol Kaye (1935) (Wrecking Crew) - Lemmy Kilmister (1945-2015) (Motörhead) - Mark King (1958) (Level 42) - Greg K. (1965) (The Offspring) - Rick Laird (1941) (Mahavishnu Orchestra) - Greg Lake (1947-2016) (King Crimson en EL&P) - Joe Lally (1963) (Fugazi, Ataxia) - Ronnie Lane (1946-1997) (Small Faces, Faces) - Bill Laswell (1955) (Material) - Blackie Lawless (1956) (W.A.S.P., New York Dolls) - Jack Lawrence (1976) (The Greenhornes, Blanche, The Raconteurs, The Dead Weather) - Geddy Lee (1953) (Rush) - Paz Lenchantin (1973) (o.a. A Perfect Circle, Pixies) - Martijn LeNoble (1969) (o.a. Thelonious Monster, The Cult) - Keith Levene (1957-2022) (The Clash, Public Image Ltd.) - Tony Levin (1946) (King Crimson, Peter Gabriel, Liquid Tension Experiment) - Mike Lewis (1977) (Lostprophets) - Peter Lindgren (1973) (Opeth) - John Lodge (1945) (The Moody Blues) - Nick Lowe (1949) (Brinsley Schwarz, Rockpile) - Phil Lynott (1949-1986) (Thin Lizzy) - Ian MacKaye (1962) (o.a. Minor Threat, Fugazi) - Tony Maimone (1952) (Pere Ubu, They Might Be Giants) - Aimee Mann (1960) (Til Tuesday) - Glen Matlock (1956) (Sex Pistols) - Joe Mauldin (1940-2015) (The Crickets) - Paul McCartney (1942) (The Beatles, Wings) - Jason McCaslin (1980) (Sum 41) - Hugh McDonald (1950) (Bon Jovi) - Ron McGovney (1962) (o.a. Metallica, Phantasm) - Duff McKagan (1964) (o.a. Guns N' Roses, Velvet Revolver) - John McVie (1945) (John Mayall's Bluesbreakers, Fleetwood Mac) - Randy Meisner (1946-2023) (Eagles, Buffalo Springfield - Nate Mendel (1968) (Sunny Day Real Estate, Foo Fighters) - Marcus Miller (1959) (o.a. Miles Davis, David Sanborn) - Mike Mills (1958) (R.E.M.) - Gordon Moakes (1976) (Bloc Party) - Monk Montgomery (1921-1982) - Tom Morello (1964) (o.a. Rage Against the Machine) - Todd Morse (1968) (The Offspring) - Rockette Morton (Mark Boston) (1949) (Captain Beefheart, Mallard) - John Myung (1967) (Dream Theater) - Ryan Martinie (Mudvayne, Soften The Glare) - Samer el Nahhal (1975) (Lordi) - Meshell Ndegeocello (Michelle Lynn Johnson) (1968) - Jason Newsted (1963) (o.a. Flotsam & Jetsam, Voivod, Metallica) - Krist Novoselic (1965) (o.a. Nirvana, Sweet 75) - Jonathan Noyce (1971) (Jethro Tull) - Brian O'Connor (Eagles of Death Metal) - Shavo Odadjian (1974) (o.a. System of a Down) - Nick Oliveri (1971) (o.a. Kyuss, Mondo Generator, Queens of the Stone Age) - Stefan Olsdal (1974) (Placebo) - Nick O'Malley (1985) (Arctic Monkeys) - Mark Owen (1972) (Take That) - Scott Owen (1975) (The Living End) - Pino Palladino (1957) (o.a. The Who, Phil Collins) - Chuck Panozzo (1948) (Styx) - Jaco Pastorius (1951-1987) (Pat Metheny, Joni Mitchell, Weather Report) - David Paton (1949) (Pilot, The Alan Parsons Project) - David Pegg (1947) (Fairport Convention, Jethro Tull) - Tom Petty (1950) (o.a. Tom Petty and the Heartbreakers, Traveling Wilburys) - Kristen Pfaff (1967-1994) (Hole) - Brian Pittman (1980) (Relient K) - Pekka Pohjola (1952-2008) (o.a. Wigwam, The Group) - Nic Potter (1951-2013) (Van der Graaf Generator) - Dougie Poynter (1987) (McFly) - Pete Quaife 1943-2010) (The Kinks) - Suzi Quatro (1950) - Dee Dee Ramone (1951-2002] (Ramones) - Noel Redding (1945-2003) (The Jimi Hendrix Experience) - Scott Reeder (1965) (Kyuss, Unida) - Tony Reeves (1943) (Colosseum, Greenslade) - Trent Reznor (1965) (Nine Inch Nails) - Tim Rice-Oxley (1976) (Keane) - Oliver Riedel (1971) (Rammstein) - Omar Rodríguez-López (1975) (De Facto) - Kenny Rogers (1938) (The First Edition) - Magnus Rosén (1963) (HammerFall) - John Rostill (1942-1973) (The Shadows) - Andy Rourke (1964-2023) (The Smiths) - Demis Roussos (1946-2015) (Aphrodite's Child) - Nicole Row (1991) (o.a. Miley Cyrus, Panic! at the Disco, Incubus) - Ilan Rubin (1988) (The New Regime) - Bert Ruiter (1946) (Focus) - Mike Rutherford (1950) (Genesis, Mike and the Mechanics) - Tobias Sammet (1977) (Edguy, Avantasia) - Mark Sandman (1952-1999) (Morphine) - John Baker Saunders (1954-1999) (Mad Season) - Frank Schaafsma (1964-2024) (Drukwerk) - Jerry Scheff (1941) (TCB Band) - Timothy B. Schmit (1947) (Eagles, Poco) - Henkka Seppälä (1980) (Children of Bodom) - Nick Seymour (1958) (Crowded House) - Robbie Shakespeare (1953) (Sly and Robbie) - Billy Sheehan (1953) (o.a. Mr. Big, Steve Vai, Talas, David Lee Roth) - Ben Shepherd (1968) (Soundgarden) - Ray Shulman (1949) (Gentle Giant) - Gene Simmons (1949) (Kiss) - Paul Simonon (1955) (The Clash, The Good, the Bad & the Queen) - Richard Sinclair (1948) (Caravan, Hatfield and the North en Camel) - Nikki Sixx (1958) (Mötley Crüe) - Leland Sklar (1948) (o.a. James Taylor, Phil Collins) - Tim Sköld (1966) (Marilyn Manson) - Peter Slager (1969) (BLØF) - Siebe Sol (1998) (o.a. Blackbriar, Phantom Elite en The Charm The Fury - Esperanza Spalding (1984) - Chris Squire (1948-2015) (o.a. Yes) - Peter Steele (1962-2010) (Fallout, Carnivore, Type O Negative) - Sting (Gordon Sumner) (1951) (The Police) - Daryl Stuermer (1952) (Genesis) - Alec John Such (1951) (Bon Jovi) - Stuart Sutcliffe (1940-1962) (The Beatles) - Dan Swanö (1973) (o.a. Nightingale) - St. Vincent (1982) (The Polyphonic Spree en Sufjan Stevens) - John Taylor (1960) (Duran Duran) - Gary Thain (1948 - 1975) (Uriah Heep) - Bruce Thomas (1948) (The Attractions) - Dougie Thomson (1951) (Supertramp) - Iracema Trevisan (1981) (Cansei de Ser Sexy) - Robert Trujillo (1964) (Infectious Grooves, Suicidal Tendencies, Black Label Society, Ozzy Osbourne, Metallica) - Martin Turner (1947) (Wishbone Ash) - Larry Van Kriedt (1954) (AC/DC) - Sami Vänskä (1976) (Nightwish) - Jeroen van Veen (1974) (Within Temptation) - Sid Vicious (1957-1979) (Sex Pistols) - Varg Vikernes (1973) (Burzum, Mayhem) - David Vincent (1965) (Morbid Angel) - Klaus Voormann (1938) (Manfred Mann, Plastic Ono Band) - Henny Vrienten (1948-2022) (Doe Maar) - Bas van Wageningen (1982) (DI-RECT) - Klaasje van der Wal (1949-2018) (Shocking Blue) - Jon Walker (1985) (Panic! at the Disco, The Young Veins) - Scott Walker (1943-2019) (The Walker Brothers) - Joe Walsh (1947) (Eagles) - Roger Waters (1943) (Pink Floyd) - Mike Watt (1957) (o.a. The Stooges) - Nathan Watts (1954) (Stevie Wonder) - Mikey Way (1980) (My Chemical Romance) - Alex Webster (1969) (Cannibal Corpse) - Pete Wentz (1979) (Fall Out Boy) - John Wetton (1949-2017) (o.a. King Crimson, UK, Asia. Uriah Heep) - Tina Weymouth (1950) (Talking Heads) - Jeordie White (1971) (Marilyn Manson, A Perfect Circle, Nine Inch Nails) - Verdine White (1951) (Earth, Wind & Fire) - Cliff Williams (1949) (AC/DC) - Brian Wilson (1942-2025) (The Beach Boys) - Kip Winger (1961) (Alice Cooper, Winger) - Nicky Wire (1969) (Manic Street Preachers) - Jah Wobble (1958) (Public Image Ltd.) - Tom "T-Bone" Wolk (1951-2010) (Hall & Oates, Billy Joel, Carly Simon, SNL Band) - Christopher Wolstenholme (1978) (Muse) - Stevie Wonder (1950) - Victor Wooten (1964) (o.a. Béla Fleck) - D'arcy Wretzky (1968) (The Smashing Pumpkins) - Tomasz Wróblewski (1980) (Behemoth) - Bill Wyman (1936) (The Rolling Stones) - Hiro Yamamoto (1961) (o.a. Soundgarden) - Adam Yauch (1964-2012) (Beastie Boys) - Thom Yorke (1968) (Radiohead en Atoms for Peace) |